# Порт Реджо-ди-Калабрии
Порт Реджо-ди-Калабрии — крупнейший порт в итальянском регионе Калабрия. Пассажирские перевозки составляют более 10 млн пассажиров в год.
Порт Реджо представляет собой искусственный бассейн, защищенный длинным проливом Банчина-ди-Поненте. С 1929 года порт находится под управлением компании имени Томмазо Гулли.

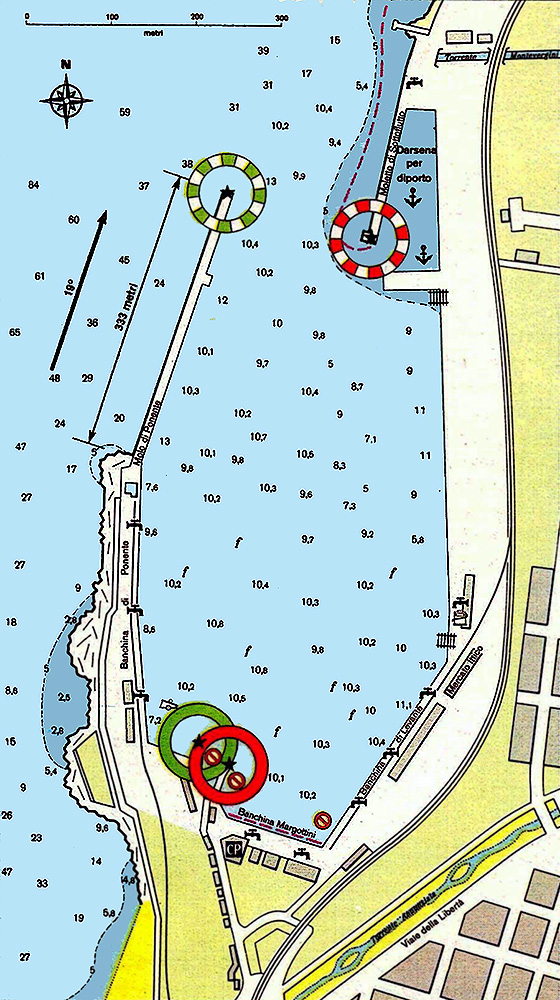
Карта порта

## География
Ширина входа — 110 метров, длина доков — 2,5 км. Средняя глубина составляет 7,5 м, разница в уровне прилива составляет 0,6 м.

## Рыбный рынок
На территории порта находится крупный рыбный рынок, построенный в 1957 году и реконструированный в 1977-м. Рыба для продажи на рынке вылавливается прямо в порту, а также импортируется из Норвегии и Испании. В основном на нём продают рыбу-меч, морского леща и морского окуня.